# Mõega
Mõega is een plaats in de Estlandse gemeente Muhu, provincie Saaremaa. De plaats heeft de status van dorp (Estisch: küla).

## Bevolking
Het dorp had 23 inwoners op 31 december 2011 en 18 inwoners op 31 december 2021.

## Ligging
Mõega ligt aan de Põhimaantee 10, de hoofdweg van Risti via Virtsu naar Kuressaare.
Het dorp heeft een klein particulier openluchtmuseum, Tammisaare talumuuseum.

## Geschiedenis
Mõega werd voor het eerst genoemd in 1645 onder de naam Möka külla of Mokakülla, een dorp op het landgoed van Kantsi.